# Jean Guitton (dramaturge)
Pour les articles homonymes, voir Jean Guitton (homonymie) et Guitton.
Jean Guitton est un dramaturge, librettiste, parolier et scénariste français né le 29 mars 1887 à Paris 4e et mort le 8 avril 1973 à Cannes.

## Filmographie

### Scénarios et adaptations
- 1926 : Les Dévoyés de Henri Vorins
- 1926 : Jim la Houlette, roi des voleurs de Nicolas Rimsky et Roger Lion
- 1930 : Le Procureur Hallers de Robert Wiene
- 1931 : Le Monsieur de minuit de Harry Lachman
- 1932 : Mise en plis de Jacques Desagneaux
- 1932 : Il a été perdu une mariée de Léo Joannon
- 1933 : La Femme invisible de Georges Lacombe
- 1933 : Rothchild de Marco de Gastyne
- 1934 : On a trouvé une femme nue de Léo Joannon
- 1935 : Les Gaîtés de la finance de Jack Forrester
- 1935 : Jim la Houlette d'André Berthomieu
- 1936 : Le Mioche de Léonide Moguy
- 1936 : Les Maris de ma femme de Maurice Cammage
- 1937 : Les Rois du sport de Pierre Colombier
- 1937 : Le Porte-veine d'André Berthomieu
- 1937 : Monsieur Breloque a disparu de Robert Péguy
- 1937 : Le Club des aristocrates de Pierre Colombier
- 1938 : La Goualeuse de Fernand Rivers
- 1940 : Forty Little Mothers (d'après Le Mioche) de Busby Berkeley
- 1941 : L'Acrobate de Jean Boyer
- 1943 : Feu Nicolas de Jacques Houssin
- 1948 : Femme sans passé de Gilles Grangier
- 1949 : Ma tante d'Honfleur de René Jayet
- 1949 : Le Martyr de Bougival de Jean Loubignac
- 1950 : Le Gang des tractions-arrière de Jean Loubignac
- 1952 : Cento piccole mamme (en) (d'après Le Mioche) de Giulio Morelli
- 1952 : Le Plus heureux des hommes d'Yves Ciampi
- 1952 : Le Curé de Saint-Amour d'Émile Couzinet
- 1953 : Au diable la vertu de Jean Laviron
- 1953 : Légère et court vêtue de Jean Laviron
- 1953 : Des quintuplés au pensionnat de René Jayet
- 1956 : Coup dur chez les mous de Jean Loubignac
- 1963 : Le Coup de bambou de Jean Boyer

## Opérettes
- Chaste Suzy (1919)
- Clo-Clo (1920)
- L'Hostellerie de la vertu (1928)
- Six filles à marier (1930)
- Couss-Couss (1931)

## Théâtre
- Sa veuve au théâtre du Grand-Guignol, 10 novembre 1937[2].
- Et la police n'en savait rien, Théâtre Sarah Bernhardt, 1949[3]